# Shichiki ochi

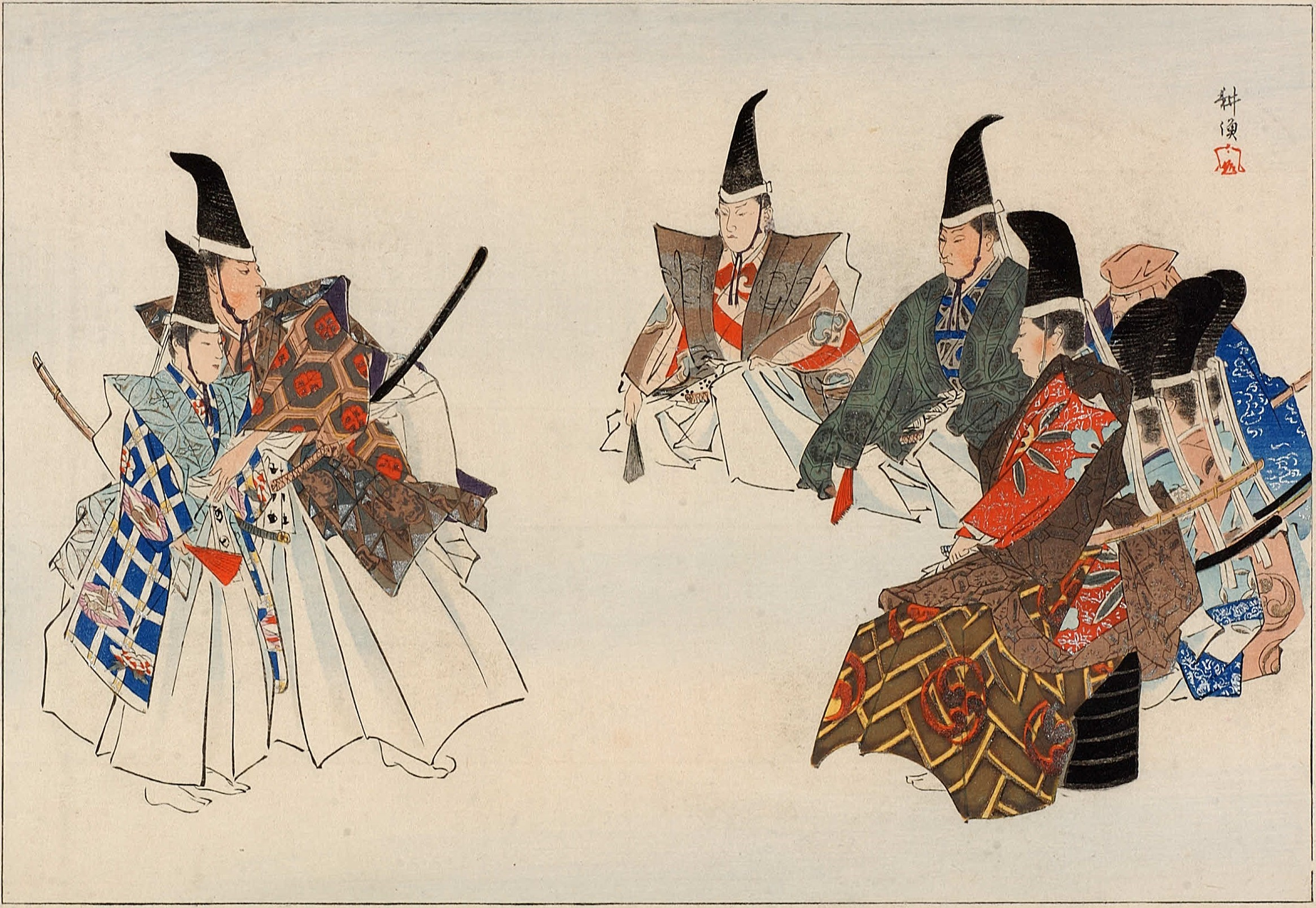
Szene aus der Flucht der Sieben

Shichiki ochi (japanisch 七騎落), Die Flucht der Sieben, ist der Titel eines Nō-Dramas eines unbekannten Verfassers. Das Stück ist im Rahmen der Nō-Kategorie ein Viertspiel. 

## Vorbemerkung
Das Stück handelt von der Flucht des Minamoto no Yoritomo nach seiner Niederlage in der Schlacht von Ishibashiyama im Jahr 1180, bezieht sich also auf einen geschichtlichen Vorgang mit realen Personen. Ungewöhnlich für ein Nō-Stück ist, dass hier der Waki, der sonst die Handlung einleitet, erst im zweiten Akt auftritt.
Es treten folgende Personen auf:
- Tsure: Der Feldherr Minamoto no Yoritomo

Die sieben Ritter:
- - Shite: Doi Sanehira
  - Kogata: Sein Sohn Tōhira
  - Tsure: Shingai Jirō
  - Tsure: Tsuchiya Saburō
  - Tsure: Tashiro Nobutsuna
  - Tsure: Tosabō Shōshun
  - Tsure: Okazaki Yoshizane
- Waki: Wada Yoshimori
- Kyōgen: Ein Bootsmann

## Handlung
1. Akt
  1. Vorspiel: Mit orchestralem Klang tritt Yoritomo auf und mit ihm die Gruppe der Ritter, darunter Doi Sanehira. Namensnennung des Yoritomo. Er: „Verschafft uns schnell ein Boot.“ (Yoritomo in die Ritter lassen sich auf dem Bühnenboden nieder, der jetzt ein Boot darstellt.)
  2. Dialog von Yoritomo mit Sanehira: die Ritter zählend sagt Sanehira: „Es sind sieben“. Yoritomo: „Mit mir sind es acht, das verheißt Unheil. Sanehira, lasst einen aussteigen!“ Chor: „Alle Männer haben für den Herren gekämpft. Die Entscheidung ist schwer.“
  3. Yoritomo zu Sanehira: „Ha, was zögert Ihr?“ Sanehira fordert Yoshizane auf, auszusteigen. Dieser hat in der Schlacht einen Sohn verloren, sein eigenes Leben, wie er sagt. Sanehira aber habe noch zwei Leben, den Sohn und sich selbst. Sanehira zu Tōhira: „Dann steig‘ du aus!“ Der Sohn will bei den Kämpfenden bleiben.  Der Vater sagt, dann müsse er zum Äußersten schreiten und zieht sein Schwert. Yoshizane hält Sanehira davon ab, den Sohn zu töten. Dieser verlässt daraufhin das Boot. Der Chor zitiert eine ähnliche Geschichte aus alten Zeiten.
2. Akt
  1. (Das Boot des Wada Yoshinari wird herein geschoben.) Wada Yoshinari tritt mit orchestralem Klang auf. Der Bootsmann: „Über dem Rauschen der Brandungswelle – tönt schreckensvolles Kriegsgeschrei.“ Wada erblickt das Boot Yoritomos. Gespräch mit Sanehira, der ihm nicht traut und auf die Probe stellt, indem er vorgibt, man habe Yoritomo in der Schlacht aus den Augen verloren. Wada daraufhin „… dann will auch ich nicht länger leben!“ Er wird zurückgehalten, es sei nur ein Scherz gewesen. Man steigt aus.
  2. .Wada fragt „Warum ist Tōhira nicht unter euch?“ Sanehira: „Wir mussten ihn zurücklassen.“  Wada geht zum Seiteneingang der Bühne und zieht Tōhira hervor und sagt: „Ich habe ihn mitnehmen können.“ Er berichtet, wie er am Rande der Schlacht den kämpfenden Tōhira entdeckte und ich  aus seiner aussichtslosen Lage herausriss und sich zum Boot durchschlug. Sanehira ist glücklich und wird aufgefordert, einen Tanz zu tanzen. Der Chor rezitiert: „… Mit Sanehiras treuem Dienst begann sein (d. i. Yoritomo) Weg. Und lange blüht das Haus des tapferen Kriegers.“